# Vullnet Basha
Vullnet Xhevat Basha (ur. 11 lipca 1990 w Lozannie) – albański piłkarz występujący na pozycji pomocnika. W czerwcu 2024 ukończył kurs trenerski UEFA A. 1 lipca 2024 roku został nowym Dyrektorem Sportowym Wisły Kraków.

## Kariera klubowa
Podczas swojej kariery Basha występował w Lausanne-Sport, Grasshopper Club Zürich, Neuchâtel Xamax, FC Sion, Realu Saragossa, SD Ponferradina oraz UCAM Murcia. 10 sierpnia 2017 podpisał roczny kontrakt z Wisłą Kraków. 16 maja 2018 oraz 28 maja 2019 przedłużył umowę na kolejne lata. Po sezonie 2020/21 opuścił klub. 5 lipca 2021 dołączył do AO Ionikos, z którym podpisał roczny kontrakt. Zanotował tam 4 ligowe występy. Po zakończeniu sezonu 2021/22 opuścił Grecję i powrócił do Wisły. 30 czerwca 2024 roku zakończył karierę piłkarską. 1 lipca 2024 został ponownie zatrudniony przez Wisłę, tym razem w roli p.o. dyrektora sportowego. 2 lutego 2025 został pełnoprawnym dyrektorem sportowym krakowskiego klubu.

## Kariera reprezentacyjna
Basha ma na koncie występy w juniorskich reprezentacjach Szwajcarii. Z kadrą Szwajcarii U-19 wziął udział w Mistrzostwach Europy 2009. Zdecydował się jednak na grę w seniorskiej reprezentacji Albanii, w której zanotował jeden występ 14 sierpnia 2013 w towarzyskim meczu przeciwko Armenii. Na boisku pojawił się w 76. minucie, zastępując Amira Abrashiego.

## Życie osobiste
Jego rodzice pochodzą z miasta Suva Reka w południowym Kosowie. W połowie lat 80. wyemigrowali oni do Szwajcarii. 24 maja 2013 Basha otrzymał albańskie obywatelstwo. Jego brat Migjen również jest piłkarzem. Ma czwórkę dzieci - Lorisa (ur. 2014), Yanisa (ur. 2019)oraz bliźniaczki Emme i Elze (ur. 2023). Syn Lloris już w wieku pięciu lat mówił po polsku i oglądał w tym języku konferencje prasowe ówczesnego trenera Wisły - Macieja Stolarczyka. Do momentu pierwszego odejścia Bashy z Wisły, występował on w młodzieżowych drużynach krakowskiego klubu. Po zakończeniu piłkarskiej kariery, skupił się na własnym rozwoju. W czerwcu 2024 ukończył kurs trenerski UEFA A, a następnie dorzucił dyplom dyrektora sportowego, który zdobył podczas kursu realizowanego w Albanii.
Płynnie posługuje się językiem albańskim, angielskim, francuskim, hiszpańskim, włoskim oraz polskim.

## Sukcesy
Wisła Kraków
- Puchar Polskiː 2023/24

## Transfery wykonane jako dyrektor sportowy
| Piłkarz           | Narodowość | Data transferu | Pozycja piłkarza  | Poprzedni klub                  | Kwota transferu (€)   | Uwaga                                                         |
| ----------------- | ---------- | -------------- | ----------------- | ------------------------------- | --------------------- | ------------------------------------------------------------- |
| Łukasz Zwoliński  | Polska     | 23.07.2024     | Napastnik         | 🇵🇱 Raków Częstochowa            | Transfer bezgotówkowy | Potencjalna kwota uzależniona od awansu                       |
| Giannis Kiakos    | Grecja     | 17.07.2024     | Lewy obrońca      | 🇬🇷 PAS Giannina                 | Wolny zawodnik        |                                                               |
| Witkor Biedrzycki | Polska     | 20.07.2024     | Środkowy obrońca  | 🇵🇱 Bruk-Bet Termalica Nieciecza | ?                     |                                                               |
| Tamás Kiss        | Węgry      | 23.07.2024     | Lewy skrzydłowy   | 🇭🇺 Újpest FC                    | Wolny zawodnik        |                                                               |
| Frederico Duarte  | Portugalia | 24.07.2024     | Lewy skrzydłowy   | 🇬🇷 Panetolikos                  | Wolny zawodnik        |                                                               |
| James Igbekeme    | Nigeria    | 20.08.2024     | Środkowy pomocnik | 🇪🇸 Ponferradina                 | Wolny zawodnik        |                                                               |
| Marko Poletanović | Serbia     | 10.02.2025     | Środkowy pomocnik | 🇷🇸 FK Vojvodina                 | 50 tys.               |                                                               |
| Wiktor Staszak    | Polska     | 25.01.2025     | Środkowy pomocnik | 🇵🇱 KKS Kalisz                   | ?                     | Kupiony 25.01.2025, ale do 12.06.2025 występował w KKS Kalisz |
| Julius Ertlthaler | Austria    | 14.06.2025     | Środkowy pomocnik | 🇵🇱 GKS Tychy                    | Wolny zawodnik        |                                                               |
| Julian Lelieveld  | Holandia   | 25.06.2025     | Prawy obrońca     | 🇳🇱 RKC Waalwijk                 | Wolny zawodnik        |                                                               |
| Darijo Grujčić    | Austria    | 02.07.2025     | Środkowy obrońca  | 🇳🇱 Fortuna Sittard              | ?                     |                                                               |
| Ardit Nikaj       | Albania    | 08.07.2025     | Prawy skrzydłowy  | 🇦🇱 KF Skënderbeu                | Wypożyczenie          | Roczne wypożyczenie z opcją wykypu                            |